# Kenneth Tigar
Kenneth Tigar (Chelsea, 24 settembre 1942) è un attore statunitense.

## Filmografia parziale

### Cinema
- Un ragazzo come gli altri (Just One of the Guys), regia di Lisa Gottlieb (1985)
- Dr. Creator - Specialista in miracoli (Creator), regia di Ivan Passer (1985)
- 18 Again!, regia di Paul Flaherty (1988)
- Fantasmi II (Phantasm II), regia di Don Coscarelli (1988)
- Arma letale 2 (Lethal Weapon 2), regia di Richard Donner (1989)
- Una vita in fuga (The Runnin' Kind), regia di Max Tash (1989)
- Arma letale 3 (Lethal Weapon 3), regia di Richard Donner (1992)
- My Life - Questa mia vita (My Life), regia di Bruce Joel Rubin (1993)
- Snapdragon - il fiore che uccide (Snapdragon), regia di Worth Keeter (1993)
- Jade, regia di William Friedkin (1995)
- Schegge di paura (Primal Fear), regia di Gregory Hoblit (1996)
- Baby Bigfoot, regia di Art Camacho (1997)
- Ipotesi di complotto (Conspiracy Theory), regia di Richard Donner (1997)
- Segreti (A Thousand Acres), regia di Jocelyn Moorhouse (1997)
- The Avengers, regia di Joss Whedon (2012)

### Televisione
- L'uomo di Atlantide (Man from Atlantis) - serie TV (1977)
- La signora in giallo (Murder, She Wrote) - serie TV, episodio 12x24 (1996)
- L.A. Heat – serie TV, 47 episodi (1997-1999)
- Star Trek: Voyager – serie TV, episodio 3x24 (1997)
- NCIS - Unità anticrimine (NCIS) - serie TV, episodio 1x10 (2004)
- L'uomo nell'alto castello (The Man in the High Castle) – serie TV, 13 episodi (2016-2019)
- Bull - serie TV, episodi 3x01-6x10 (2018-2022)
- Dopesick - Dichiarazione di dipendenza (Dopesick) – miniserie TV, 2 episodi (2021)
- Evil – serie TV, episodio 2x07 (2021)
- Billions – serie TV, episodio 6x09 (2022)

## Doppiatori italiani
Nelle versioni in italiano delle opere in cui ha recitato, Kenneth Tigar è stato doppiato da:
- Gil Baroni in Arma letale 2, My Life - Questa mia vita, L.A. Heat
- Carlo Reali in ALF, Billions
- Giovanni Petrucci in Flash, Bull (ep. 3x01)
- Silvio Anselmo in Schegge di paura, The Good Wife
- Toni Orlandi ne  La signora in giallo, NCIS - Unità anticrimine
- Stefano Oppedisano in The Resident, Bull (ep. 6x10)
- Angelo Nicotra in La famiglia Bradford
- Alessandro Rossi in Top Secret
- Emilio Cappuccio in Dr. Creator - Specialista in miracoli
- Massimo Rinaldi in Arma letale 3
- Carlo Bonomi in Lois & Clark - Le nuove avventure di Superman
- Gianni Bonagura in West Wing - Tutti gli uomini del Presidente
- Elio Zamuto in X-Files
- Claudio Parachinetto in Law & Order: Criminal Intent
- Dario Penne in Will & Grace
- Paolo Lombardi in Law & Order - I due volti della giustizia
- Massimo Pizzirani in Fringe
- Bruno Alessandro in House of Cards - Gli intrighi del potere
- Gaetano Lizzio in L'uomo nell'alto castello
- Luciano De Ambrosis in Blindspot
- Mario Scarabelli in Feed The Beast
- Michele Gammino ne La fantastica signora Maisel
- Gianni Giuliano in Hunters
- Pieraldo Ferrante in Dopesick - Dichiarazione di dipendenza  (ep. 1)
- Luigi La Monica in Dopesick - Dichiarazione di dipendenza (ep. 7)
- Oliviero Dinelli in Law & Order - Unità vittime speciali